# Цианид никеля(II)
Цианид никеля(II) — неорганическое соединение, 
соль металла никеля и синильной кислоты с формулой Ni(CN)2,
коричнево-жёлтый порошок,
не растворяется в воде,
образует кристаллогидраты.

## Получение
- Действие цианидов щелочных металлов на избыток раствора соли никеля(II):

{\displaystyle {\mathsf {NiCl_{2}+2KCN\ {\xrightarrow {}}\ Ni(CN)_{2}\cdot nH_{2}O\downarrow +2KCl}}}

## Физические свойства
Цианид никеля(II) образует коричнево-жёлтый диамагнитный порошок. 
Гидратированная форма является парамагнетиком.
Образует кристаллогидраты состава Ni(CN)2•n H2O, где n = 2, 2½, 3, 4 и 7.
Наиболее стабилен кристаллогидрат Ni(CN)2•4H2O — светло-зелёные кристаллы.
Не растворяется в воде.

## Химические свойства
- Кристаллогидрат разлагается при нагревании:

{\displaystyle {\mathsf {Ni(CN)_{2}\cdot 4H_{2}O\ {\xrightarrow {200^{o}C}}\ Ni(CN)_{2}+4H_{2}O}}}
- Растворяется в избытке цианидов:

{\displaystyle {\mathsf {Ni(CN)_{2}+2KCN\ {\xrightarrow {}}\ K_{2}[Ni(CN)_{4}]}}}